# تريفور ستيل (مغني)
تريفور ستيل (بالإنجليزية: Trevor Steel)‏ هو مغني بريطاني، ولد في 5 يناير 1958 في هامبستاد في المملكة المتحدة.